# Hertelidea
Hertelidea Printzen & Kantvilas – rodzaj grzybów z rodziny chróścikowatych (Stereocaulaceae). Ze względu na współżycie z glonami zaliczany jest do grupy porostów.

## Systematyka i nazewnictwo
Pozycja w klasyfikacji według Index Fungorum: Stereocaulaceae, Lecanorales, Lecanoromycetidae, Lecanoromycetes, Pezizomycotina, Ascomycota, Fungi.
Takson utworzony w 2004 r. Nazwy polskiej jak dotąd nie utworzono.

## Gatunki
- Hertelidea aspera (Müll. Arg.) Kantvilas & Elix 2005
- Hertelidea botryosa (Fr.) Printzen & Kantvilas 2004 – tzw. krążniczka prószynka
- Hertelidea eucalypti Kantvilas & Printzen 2004
- Hertelidea geophila Kantvilas & Printzen 2004
- Hertelidea pseudobotryosa R.C. Harris, Ladd & Printzen 2004
- Hertelidea wankaensis Kantvilas & Elix 2006

Nazwy naukowe na podstawie Index Fungorum. Nazwy polskie według W. Fałtynowicza.